# Eugenia tumulescens
Eugenia tumulescens är en myrtenväxtart som beskrevs av Mcvaugh. Eugenia tumulescens ingår i släktet Eugenia och familjen myrtenväxter. Inga underarter finns listade i Catalogue of Life.